# Otto Bahr Halvorsen
Otto Bahr Halvorsen, född 28 maj 1872 i Kristiania, död 23 maj 1923 i samma stad, var en norsk jurist och politiker (Høyre). 
Halvorsen blev cand. jur. 1896 och høyesterettsadvokat 1903. Redan som student engagerade han sig politiskt, han var ordförande i Høyres centralstyrelse 1919–23 och blev vald till alla storting 1912–23. I Stortinget skaffade han sig snart en ledande plats och blev 1919 sitt partis parlamentariska ledere och Stortingets förstepresident. Då Gunnar Knudsens regering föll i juni 1920, bildade Halvorsen den nya regeringen Bahr Halvorsen I och var också justitieminister. Regeringen föll i juni 1921. Då venstreregeringen föll i mars 1923, bildade han åter regering, Bahr Halvorsen II, och övertog på nytt posten som justitieminister. Han avled emellertid redan i maj samma år. År 1921 tilldelades han Storkorset av Sankt Olavs Orden "for statsborgerlig og embetsfortjeneste".